# 멕시코의 국기

멕시코의 국기 (비율 4:7)

멕시코의 군함 선수기

멕시코의 국기는 1810년 멕시코 독립 전쟁을 벌일 당시에 처음 사용하였고 1821년에 제정하였다. 현재의 국기는 1968년에 개정되었다.
초록색, 하얀색, 빨간색 세로 줄무늬 가운데에는 멕시코의 국장이 그려져 있다. 국기의 색상 중에서 초록색은 독립과 대지 등을, 하얀색은 순결과 통일 등을, 빨간색은 백인·인디오·메스티소 등의 인종의 통합과 국가 독립을 위해 바친 희생 등을 상징한다. 뱀을 물고 선인장 위에 앉아 있는 독수리 모양의 국장은 아스텍의 테노치티틀란 전설에서 유래된 것이다.
멕시코의 국기가 가지고 있는 특징으로는 이탈리아의 국기와 색조의 차이만 있을 뿐 완전히 같다는 것이다. 때문에 가운데 문장의 유무로 멕시코의 국기와 이탈리아의 국기를 구분할 수 있다. 이탈리아 국기와의 혼동을 방지하기 위해 정부나 민간에 관계없이 문장이 있는 깃발을 사용한다.

## 색상
| 색상 | 초록               | 하양                  | 빨강                |
| ---- | ------------------ | --------------------- | ------------------- |
| RGB  | 0–104–71 (#006847) | 255–255–255 (#FFFFFF) | 206–17–38 (#CE1126) |

## 옛 국기

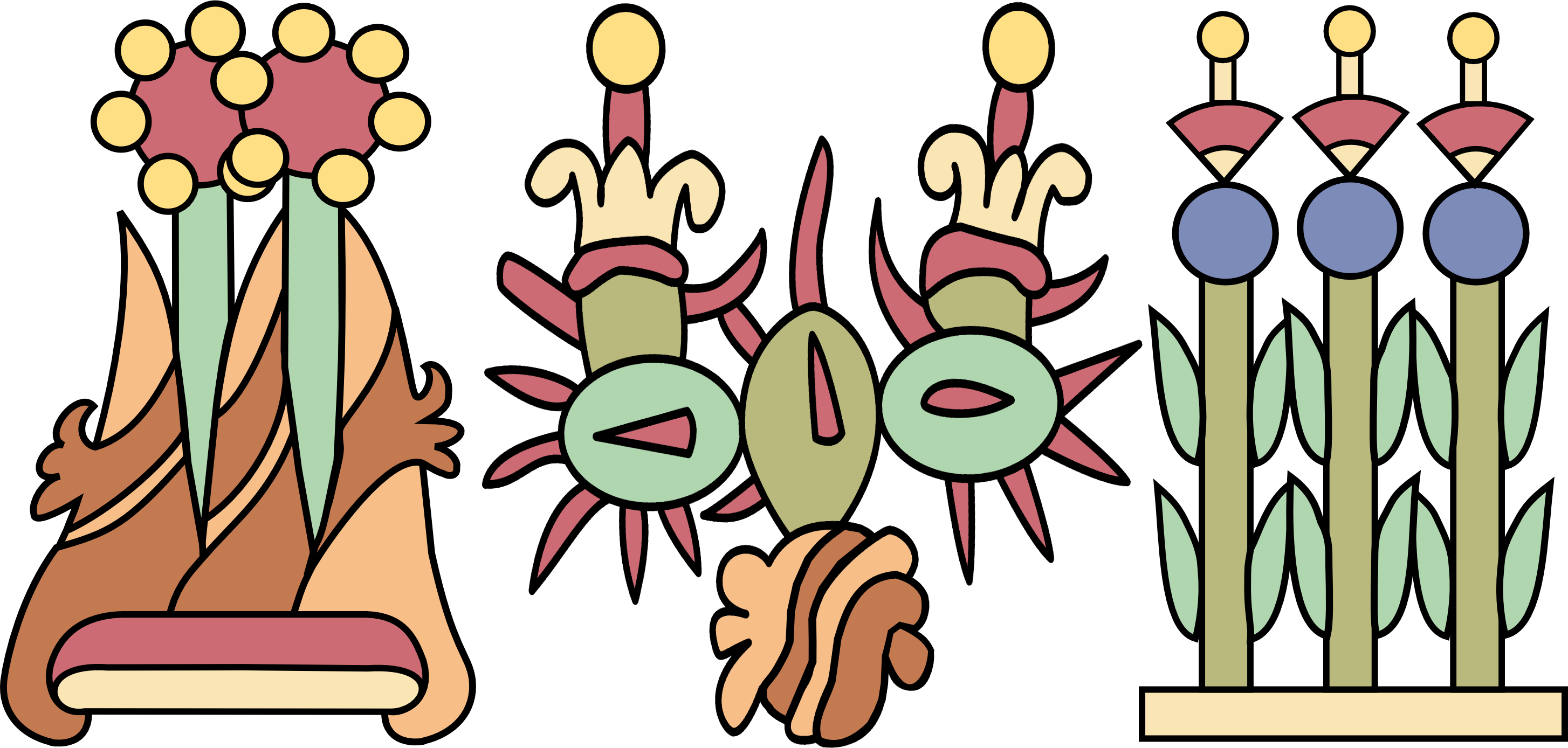
아즈텍 제국의 상징

　　 독립 * 　　 신앙 * 　　 동맹

멕시코 제1제국(1821년 ~ 1822년)
멕시코 제1제국(1822년 ~ 1823년)

　　 희망 * 　　 순수 * 　　 신앙

멕시코 최고권력기구(1823년 ~ 1824년)
멕시코 연방 공화국 멕시코 제1공화국(1824년 ~ 1846년) 멕시코 제2공화국(1846년 ~ 1864년)
멕시코 제2제국(1864년 ~ 1867년)

　　 희망 * 　　 동맹 * 　　 피

라 레포르마(1867년 ~ 1893년)
포르피리아토(1898년 ~ 1916년)
멕시코 혁명(1916년 ~ 1934년)
멕시코 합중국(1934년 ~ 1968년)

## 같이 보기
- 멕시코의 국가
- 멕시코의 국장